# Macropsis acrotirica
Macropsis acrotirica är en insektsart som beskrevs av Dlabola 1967. Macropsis acrotirica ingår i släktet Macropsis och familjen dvärgstritar. Inga underarter finns listade i Catalogue of Life.